# Helmut Duckadam
Helmut Duckadam (Semlac, 1 de abril de 1959-Bucarest, 2 de diciembre de 2024)  fue un futbolista rumano. Desarrolló su carrera como guardameta en el UTA Arad y el Steaua de Bucarest, con el que ganó dos ligas y la Copa de Europa de 1985/86. En la final del torneo europeo, disputada frente al F. C. Barcelona en el Ramón Sánchez Pizjuán, tuvo un papel destacado al detener todos los lanzamientos rivales en la tanda de penaltis y fue apodado «Héroe de Sevilla».

## Biografía

### Carrera deportiva
Helmut nació el 1 de abril de 1959 en Semlac, una pequeña ciudad situada al oeste de Rumanía. Su familia es de la etnia germana conocida como suabos del Banato, una de las minorías étnicas en su país de origen. Se interesó por el fútbol desde pequeño, se formó como deportista en el equipo de su ciudad y en 1974 ingresó en la escuela deportiva Gloria de Arad. En 1977 fichó por el Constructorul Arad, un modesto equipo de tercera categoría donde destacó como guardameta. Un año más tarde fue traspasado a un club superior, el UTA Arad que en esos momentos jugaba en Primera División. Su debut en la máxima categoría fue el 17 de septiembre de 1978.
En el UTA Arad permaneció cuatro temporadas, hasta que en la temporada 1982/83 fichó por el Steaua de Bucarest. En esa época, la sociedad polideportiva CSA Steaua estaba controlada por el ejército rumano y su equipo era el más potente del país. Duckadam se ganó la titularidad a partir de la temporada 1984/85, y contribuyó a la consecución de dos ligas y una Copa de Rumania. Destacó por su seguridad bajo los palos y su capacidad para detener penaltis, que entrenaba continuamente. Además también marcó un gol, en un partido de copa contra el Progresul de Bucarest. Pese a ser titular del Steaua, Duckadam solo jugó dos veces con la selección de fútbol de Rumanía.
El 7 de mayo de 1986 obtuvo su mayor éxito profesional, cuando el Steaua de Bucarest ganó la Copa de Europa 1985-86. El club rumano venció en los penaltis al Fútbol Club Barcelona, en una final disputada en el Estadio Ramón Sánchez Pizjuán de Sevilla. Después de que el encuentro terminara 0:0 en el tiempo reglamentario se llegaron a los penaltis, y Duckadam tuvo una actuación destacada al detener todos los lanzamientos del Barcelona. El Steaua fue el primer equipo rumano que ganó la Copa de Europa, Duckadam fue considerado mejor jugador del partido, y al llegar a su país fue apodado Eroul de la Sevilia (traducido, «Héroe de Sevilla»).

### Abandono del Steaua y retirada del fútbol
Semanas después de ganar la Copa de Europa, Duckadam se apartó del fútbol profesional por enfermedad y no volvió hasta 1989. En ese tiempo regresó a Arad, cerca de su ciudad natal. En una entrevista concedida después de la caída del régimen comunista, Duckadam reconoció que tuvo que retirarse por una trombosis en su brazo derecho, por la que fue ingresado en urgencias el 12 de julio de 1986 y que incluso estuvo a punto de costarle la amputación. Cuando se curó definitivamente de su enfermedad, Duckadam regresó al fútbol en un modesto equipo de segunda división, el Vagonul Arad, a partir del 28 de septiembre de 1989. Sin conseguir allí ningún éxito remarcable, en 1991 se retiró definitivamente del fútbol.
Respecto a su marcha del Steaua, ha desmentido varias veces una leyenda surgida por el hermetismo informativo del régimen rumano. Algunos medios extranjeros especularon con que la Securitate le rompió las dos manos, después de que Duckadam se negara a entregarle un Mercedes Benz —regalo de Ramón Mendoza— a Nicu Ceauşescu, hijo del dictador Nicolae Ceauşescu y hermano del presidente del Steaua, Valentin Ceauşescu. Duckadam negó por completo esa historia, y aunque si reconoció su mala relación con Nicu, aseguró que el único regalo que recibió fueron 200 dólares y un automóvil marca Dacia, entregados por el gobierno.
A su retirada, Duckadam trabajó como guardia de la policía fronteriza en Semlac, su ciudad natal, y abrió una escuela de fútbol en Arad. Sin embargo, tuvo problemas económicos y se vio obligado a cerrar su proyecto deportivo, así como a vender sus recuerdos de la Copa de Europa, incluyendo los guantes y las medallas. En 2003 emigró a Phoenix (Estados Unidos), donde vivió un año con toda su familia, y después regresó a Rumanía, con una breve incursión en política. El gobierno de Rumanía le entregó en 2008 la Orden del Mérito Deportivo por su actuación en la Copa de Europa.
El 11 de agosto de 2010 el propietario del Steaua de Bucarest, George Becali, nombró a Duckadam representante de la presidencia del club.
Duckadam falleció a los 65 años el 2 de diciembre de 2024, en el Hospital Militar de Bucarest, por complicaciones derivadas de una operación quirúrgica del corazón.

## Trayectoria
| Club                       | Temporada           | Total      | Total |
| Club                       | Temporada           | Encuentros | Goles |
| -------------------------- | ------------------- | ---------- | ----- |
| Constructorul Arad Rumanía | 1977/78             | -          | -     |
| Constructorul Arad Rumanía | Total               | -          | -     |
| UTA Arad Rumanía           | 1978/79             | 19         | 0     |
| UTA Arad Rumanía           | 1979/80             | -          | -     |
| UTA Arad Rumanía           | 1980/81             | -          | -     |
| UTA Arad Rumanía           | 1981/82             | 34         | 0     |
| UTA Arad Rumanía           | Total               | 53         | 0     |
| Steaua de Bucarest Rumanía | 1982/83             | 7          | 0     |
| Steaua de Bucarest Rumanía | 1983/84             | 10         | 0     |
| Steaua de Bucarest Rumanía | 1984/85             | 31         | 0     |
| Steaua de Bucarest Rumanía | 1985/86             | 32         | 0     |
| Steaua de Bucarest Rumanía | Total               | 80         | 0     |
| Vagonul Arad Rumanía       | 1989/90             | -          | -     |
| Vagonul Arad Rumanía       | 1990/91             | -          | -     |
| Vagonul Arad Rumanía       | Total               | -          | -     |
| Total en su carrera        | Total en su carrera | 113        | 0     |

## Palmarés

### Campeonatos nacionales
| Título          | Club               | País    | Año     |
| --------------- | ------------------ | ------- | ------- |
| Liga de Rumanía | Steaua de Bucarest | Rumanía | 1984/85 |
| Copa de Rumanía | Steaua de Bucarest | Rumanía | 1984/85 |
| Liga de Rumanía | Steaua de Bucarest | Rumanía | 1985/86 |

### Campeonatos internacionales
| Título         | Club               | Sede    | Año     |
| -------------- | ------------------ | ------- | ------- |
| Copa de Europa | Steaua de Bucarest | Sevilla | 1985/86 |

### Distinciones individuales
| Distinción               | Año  |
| ------------------------ | ---- |
| Jugador Rumano del Año   | 1986 |
| Nominado al Balón de Oro | 1986 |